# Alfredo Balmelli
Alfredo Balmelli – piłkarz urugwajski, bramkarz.
Jako piłkarz klubu Central Montevideo był w kadrze reprezentacji Urugwaju podczas turnieju Copa América 1917, gdzie Urugwaj drugi raz z rzędu zdobył tytuł mistrza Ameryki Południowej. Ponieważ podstawowym bramkarzem reprezentacji był Cayetano Saporiti, Balmelli ani razu nie wystąpił w turnieju.
W reprezentacji zagrał tylko dwa razy – z Argentyną i Brazylią. Stracił w tych meczach 2 bramki. Przez 15 lat był bramkarzem klubu Central.